# Eichhornia heterosperma
Eichhornia heterosperma là một loài thực vật có hoa trong họ Pontederiaceae. Loài này được Alexander mô tả khoa học đầu tiên năm 1939.